# Кожанчиков, Василий Дмитриевич
Василий Дмитриевич Кожанчиков (1866—1939) — русский и советский энтомолог и музейный работник.
Сын издателя, книгопродавца и энтомолога-любителя Дмитрия Ефимовича Кожанчикова. Родился в Санкт-Петербурге в 4 декабря 1866 года (по старому стилю), умер в 23 марта 1939 года.
В 1886—1892 годах слушал лекции по естествознанию в Венском, Мюнхенском, Гейдельбергском университетах, тогда же получил музыкальное образование.
В начале 1910-х годов опубликовал несколько статей, посвящённых жесткокрылым. Позднее занимался изучением чешуекрылых.
С 15 декабря 1915 по 25 октября 1929 годы возглавлял Минусинский краеведческий музей. Годы его работы были самыми трудными в истории музея. В. Д. Кожанчиков писал: «Мы работали не из-за куска хлеба, а понимали, что с нашим уходом может погибнуть это учреждение».
В качестве директора музея создал Буйбинскую высокогорную биологическую станцию, где работал его сын Лев. Организовал издание «Ежегодника» музея (вышло 11 выпусков).
В 1919 году принёс в дар Красноярскому городскому музею коллекцию местных чешуекрылых.
Сыновья — Лев и Игорь (1904—1958).

## Публикации
- Koshantschikov W. Beitrag zur Kenntnis der Aphodiini (Coleoptera, Laraellicornia) I // Русское энтомологическое обозрение, 1910, Т. 10, Вып.1 и 2. — С. 18—20.
- Koshantschikov W. Zweiter Beitrag zur Kenntnis der Aphodiini (Coleoptera, Scarabaeidae) II // Русское энтомологическое обозрение, 1911, Т. 11, Вып.1. — С. 18—25.
- Koshantschikov W. Dritter Beitrag zur Kenntnis der Aphodiini (Coleoptera, Lamellicornia) III // Русское энтомологическое обозрение, 1911, Т. 11, Вып.2. —С. 205—212.
- Koshantschikov W. Vierter Beitrag zur Kenntnis der Aphodiini (Coleoptera Lamellicornia) IV // Русское энтомологическое обозрение, 1912, Т. 12, Вып.3. —С. 512—523.
- Koshantschikov W. Fünfter Beitrag zur Kenntnis der Aphodiini (Coleoptera Lamellicornia) V // Русское энтомологическое обозрение, 1913, Т. 13, Вып.2. —С. 257—265.
- Kozhantshikov V. Septième contribution à l'étude des Aphodiini (Coleoptera, Scarabaeidae) // Русское энтомологическое обозрение, 1916, Т. 16, Вып.3 и 4. — С. 192—207.
- Кожанчиков В. Д. Материалы к фауне чешуекрылых Минусинского края // Ежегодник государственного музея им. Н. М. Мартьянова, 1923. Том 1, выпуск I
- Кожанчиков В. Д. Материалы к фауне чешуекрылых Минусинского края часть II. // Ежегодник государственного музея им. Н. М. Мартьянова, 1924, Том 2, выпуск I, С. 66-75
- Кожанчиков В. Д. Материалы к фауне чешуекрылых Минусинского края часть III. // Ежегодник государственного музея им. Н. М. Мартьянова, 1925, Том 3, выпуск I
- Кожанчиков В. Д. Материалы к фауне чешуекрылых Минусинского края часть IV. // Ежегодник государственного музея им. Н. М. Мартьянова, 1926, Том 4, выпуск I, С. 79-82
- Кожанчиков В. Д. Материалы к фауне чешуекрылых Минусинского края V. // Ежегодник государственного музея им. Н. М. Мартьянова, 1927. Том 5, выпуск I
- Кожанчиков В. Д. Материалы к фауне чешуекрылых Минусинского края VI. Исправления к предыдущим материалам и дополнения за 1927—1928 гг. // Ежегодник государственного музея им. Н. М. Мартьянова, 1928. Том 6, выпуск I, стр. 64-82

- Кожанчиков В. Д. Мартьяновский Минусинский музей (к 50-летнему юбилею)// Сибирские Огни 1927, № 1 : январь — февраль / редкол.: М. М. Басов, В. Д. Вегман, В. Я. Зазубрин. — 1927 (Новосибирск : Тип. Сибкрайсоюза). — С. 226—228. — 248 с